# Цензура у Србији
Цензура у Србији је забрањена Уставом. Слободе изражавања и информисања заштићене су како међународним, тако и националним законима, мада гаранције садржане у законима нису кохерентно спроведене. Заправо, случајеви цензуре и аутоцензуре и даље се јављају у Србији. Према америчкој невладиној организацији Freedom House, Србија се сматра делимично слободном и налази се на 59. позицији од 180 држава према индексу слободе медија из 2016. године. Према извештају Freedom House из 2015. године, медији и новинари у Србији изложени су притиску политичара и власника уређивачких садржаја. Такође, српски медији су у великој мери зависни од рекламних уговора и владиних субвенција које чине новинаре и медије изложеним економским притисцима као што су дефинисане плате, раскиди уговора и слично.

## Позадина
У Србији је транзиција ка демократији започета десетак година касније него у другим социјалистичким земљама. Ово кашњење огледа се у медијском систему, чија је модернизација била спора и контрадикторна. Иако су механизми политичког утицаја у Србији различитог типа и софистициранији од ранијих социјалистичких, они се могу уочити чак и у периоду после Милошевића. На првој међународној конференцији за слободу медија Централне и Источне Европе, организоване 2011. године од стране Европске комисије, новинарка Гордана Игрић, оснивач BIRN-а (енгл. Balkan Investigative Reporting Network), објаснила је како се политички утицај на медије променио, с обзиром да је раније политичарима било довољно да подигну слушалицу, а данас су медији под утицајем дубоког идеолошког условљавања.

## Цензура и блага цензура
Према Кристијану Миру, извршном директору Репортера без граница, „цензура у Србији нити је директна нити транспарентна, али ју је лако доказати”. Према Миру, постоје бројни примери цензуре и аутоцензуре у Србији и било је случајева да су чланци на интернету који критикују власти били избрисани, док су самостални новинари често били под притиском или им је било прећено. Мир је подсетио да су током мајских поплава 2014. године неки чланци били скинути са интернета, док је влада „напала неколико критичких извештаја” званичног одговора на природне догађаје. Према њему је премијер Владе Србије, Александар Вучић, „показао веома осетљив на критике, чак и на критичка питања”, као што је био случај са Наталијом Милетић, дописнице радија Дојче веле, која га је испитивала у Берлину о медијској ситуацији у Србији и о наводима да су неки министри Владе Србије плагијаризовали своје дипломе, и која је касније примила разне претње и увредљиве чланке у српским медијима. Независно удружење новинара Србије (НУНС) одобрило је извештај RWB-а. Према истраживању НУНС-а из 2014. године, 40% од 585 српских новинара пријавило је да је повремено било подвргнуто цензури, док 48% њих верује да њихове колеге повремено аутоцензуришу своје радове. Још једно истраживање, обављено од стране фондације Корад Аденауер током септембра 2014. године, утврдило је да се више од 90% испитаних новинара сложило да су и цензура и аутоцензура присутни у српским медијима; док се 73% сложило да српским медијима недостаје објективност.